# Aynevar
Aynevar (persiska: Āynehvar, عنیور) är en ort i Iran. Den ligger i provinsen Gilan, i den nordvästra delen av landet, 220 km nordväst om huvudstaden Teheran. ‘Aynevar ligger 32 meter över havet och antalet invånare är 465.
Terrängen runt ‘Aynevar är platt åt nordväst, men åt sydost är den kuperad.Runt ‘Aynevar är det ganska tätbefolkat, med 129 invånare per kvadratkilometer. Närmaste större samhälle är Rasht, 19,9 km nordväst om ‘Aynevar. I omgivningarna runt ‘Aynevar växer i huvudsak blandskog.